# Waterval van de Bayehon
De Waterval van de Bayehon is een 9 meter hoge waterval in de nabijheid van het Belgische dorp Longfaye (7 km ten noorden van Malmedy), gelegen op een hoogte van 510 meter. 
Het is voor kajaksporters de hoogst bevaarbare waterval in België. Deze natuurlijke waterval ligt op het verloop van de Bayehon. De waterval ligt in een diep ingesneden boskloof, en er loopt een wandelpad naartoe vanuit de watermolen Moulin de Bayehon.